# 夠黑了嗎？！？黑人電影平權路
《夠黑了嗎？！？黑人電影平權路》（英語：Is That Black Enough for You?!?）是一部2022年美國紀錄片，由艾維斯·米契爾編導；紀錄片審視了非裔美國電影的歷史、工藝和後世影響，重點關注1970年上映的電影，並採用了電影摘錄、個人歷史以及對瑪格麗特·艾弗瑞、哈里·貝拉方特、查爾斯·伯內特、勞倫斯·費許朋、琥碧·戈柏、山繆·傑克森、苏赞妮·德·帕塞、葛林·特曼、比利·迪·威廉斯和千黛亞等藝人的採訪。
《夠黑了嗎？！？黑人電影平權路》2022年10月9日在第60屆紐約影展上首映，2022年10月28日在美國院線有限上映；2022年11月11日在Netflix全球上線。紀錄片在影評界取得普遍好評。

## 製作及發行
文化評論家暨歷史學家艾維斯·米契爾追溯黑人電影起源到20世紀70年代，探討其影響深遠電影的演變與革命。原文片名借用了《龍虎黑煞星》（1970年）中反復出現的台詞。

## 外部連結
- 互联网电影数据库（IMDb）上《夠黑了嗎？！？黑人電影平權路》的资料（英文）
- 官方預告片 （页面存档备份，存于）
- 美國電影學院官方YouTube頻道對艾維斯·米契爾的採訪 （页面存档备份，存于）